# Karakol Djemiyyeti
Karakol Djemiyyeti (en turc modern Karakol Cemiyeti, traduïble per Associació Sentinella) fou una organització clandestina turca creada al final de 1918 per un grup de membres del Comitè Unió i Progrés, amb l'objectiu d'organitzar una guerrilla contra els aliats que ocupaven posicions estratègiques al país. Inicialment va donar suport al Moviment Nacionalista d'Ataturk, i el cap de l'organització Kara Wasif va esdevenir representant nacionalista a Istanbul, però el 10 de gener de 1920 va signar un pacte d'assistència militar amb els bolxevics i llavors Ataturk va ordenar la seva dissolució; no obstant va continuar treballant clandestinament fins vers el 1925.